# ZooPark Metelen
ZooPark Metelen is een voormalige dierentuin in het Duitse plaatsje Metelen. Het park is gevestigd in het natuurgebied de Metelener Heide. Het park beschikte over ongeveer 350 dieren van 75 verschillende diersoorten.

## Geschiedenis
De dierentuin opende zijn deuren in 1975 als Vogelpark Metelen. In 2005 ging het park voor het eerst dicht wegens een faillissement. In 2006 kocht een Nederlandse ondernemer het park op en in 2007 maakte het park een doorstart als Abenteuerzoo Metelen. In 2011 werd de naam gewijzigd in ZooPark Metelen, maar in oktober 2011 sloot het park zijn deuren voor de tweede keer na een faillissement. De dieren die aanwezig waren zijn na de sluiting overgeplaatst naar andere dierentuinen.

## Nieuwe onderneming
In 2019 is een ondernemer op deze locatie weer een nieuw attractiepark, Dino Zoo Metelen, begonnen, een combinatie van een dierenpark en een tentoonstelling over dinosauriërs.